# Alfonsas Randakevičius
Alfonsas Bernardo Randakevičius (ur. 1 maja 1919 we wsi Dovainonys w rejonie koszedarskim, zm. 7 grudnia 1978) – litewski komunista, przewodniczący KGB Litewskiej SRR (1959-1967).

## Życiorys
Od czerwca 1940 aktywista i sekretarz gminnego komitetu Komsomołu, od września 1940 instruktor Komitetu Miejskiego Komsomołu w Kownie, członek WKP(b), po ataku Niemiec na ZSRR ewakuowany do Maryjskiej ASRR. Od 1942 w Armii Czerwonej, 26 kwietnia 1946 mianowany starszym porucznikiem, od maja 1943 pomocnik szefa wydziału politycznego dywizji, 2 maja 1944 awansowany na kapitana, a 1 czerwca 1945 na majora, 28 maja 1946 demobilizowany, został sekretarzem KC Komsomołu Litewskiej SRR ds. propagandy i agitacji, 1949-1952 studiował w Wyższej Szkole Partyjnej przy KC WKP(b), 12 maja 1952 awansowany na pułkownika Armii Radzieckiej. Od 14 czerwca 1952 do 20 lipca 1956 zastępca dowódcy – szef wydziału politycznego 16 Litewskiej Dywizji Piechoty Czerwonego Sztandaru, potem funkcjonariusz KGB, od 13 lipca 1956 do 9 maja 1959 zastępca przewodniczącego KGB Litewskiej SRR, od 30 października 1959 do 26 stycznia 1967 przewodniczący KGB Litewskiej SRR, w grudniu 1964 mianowany generałem majorem. Od 30 września 1961 do 9 stycznia 1964 zastępca członka Biura Politycznego KC, od 3 kwietnia 1964 członek KC KPL, 1971-1977 minister sprawiedliwości Litewskiej SRR. Deputowany do Rady Najwyższej ZSRR 6 i 7 kadencji i do Rady Najwyższej Litewskiej SRR (1971-1978).